# 大赫塔河
大赫塔河是俄羅斯的河流，屬於葉尼塞河的左支流，由克拉斯諾亞爾斯克邊疆區負責管轄，河道全長646公里，流域面積20,700平方公里，河水主要來自融雪，每年九月至翌年六月結冰。